# Astolfo Benini
Astolfo Benini (Follonica, 20 settembre 1922 – ...) è stato un calciatore italiano, di ruolo centrocampista.

## Carriera
Dopo aver militato in Serie C con il Pontedera e il Grosseto, debutta in Serie B con il Livorno nella stagione 1949-1950, disputando 70 gare e segnando 5 reti in due campionati cadetti.
Dopo la retrocessione dei labronici, disputa un altro campionato di Serie C, e in seguito milita nella Reggina.

## Palmarès

### Club

#### Competizioni nazionali
- IV Serie: 1

Reggina: 1955-1956